# Eremias arguta
Eremias arguta es una especie de lagarto del género Eremias, familia Lacertidae, orden Squamata. Fue descrita científicamente por Pallas en 1773.

## Descripción
La longitud hocico-respiradero es de 42,5-67,3 milímetros.

## Distribución
Se distribuye por Turquía, Rumania, Irán, Rusia, Azerbaiyán, Kazajistán, Armenia, Uzbekistán, Kirguistán, Moldavia, Ucrania, Georgia, Tayikistán, Mongolia y China.